# Kurt Welzl
Kurt Welzl (nacido el 6 de noviembre de 1954 en Viena, Austria) es un exfutbolista austríaco. Jugaba de delantero y su primer club fue el Wiener SC.

## Carrera
Nacido en Viena, Austria, Kurt Welzl comenzó su carrera en el año 1972 jugando en su país natal para el Wiener SC. Juega para el club vienés hasta el año 1974. Ese año se trasladó al Wacker Innsbruck, en donde juega hasta el año 1978. En 1979 se fue a los Países Bajos para formar parte de las filas del Alkmaar, en donde jugó hasta el año 1981. Ese año decidió irse a España para unirse a las filas del Valencia CF, en donde se mantuvo firme hasta el año 1983. Ese mismo año decidió seguir recorriendo Europa, yéndose esta vez a Bélgica para formar parte de las filas de K.A.A. Gent hasta 1984. Ese año se fue a Grecia para unirse al plantel de Olympiacos FC. En 1985 regresó a Austria para formar parte por segunda vez consecutiva del equipo Wacker Innsbruck. Formó parte del plantel hasta 1986. Ese año se fue al Swarovski Tirol. En 1987 pasó a formar parte del equipo Grazer A.K., cuando ese mismo año se fue al SV Spittal, en donde se confirmó su retiro definitivo del fútbol profesional en el año 1988.

## Selección nacional
Ha sido internacional con la selección de fútbol de Austria en 7 ocasiones. Hizo un total de 22 apariciones.

## Clubes
| Club             | País         | Año       |
| ---------------- | ------------ | --------- |
| Wiener SC        | Austria      | 1972-1974 |
| Wacker Innsbruck | Austria      | 1974-1978 |
| Alkmaar          | Países Bajos | 1979-1981 |
| Valencia CF      | España       | 1981-1983 |
| K.A.A. Gent      | Bélgica      | 1983-1984 |
| Olympiacos FC    | Grecia       | 1984      |
| Wacker Innsbruck | Austria      | 1985-1986 |
| Swarovski Tirol  | Austria      | 1986      |
| Grazer A.K.      | Austria      | 1987      |
| SV Spittal       | Austria      | 1987-1988 |